# Bombus haueri
Espèce
Répartition géographique
Statut de conservation UICN

 EN A2bc : En danger
Bombus haueri est une espèce de bourdons endémique au Mexique.